# فرانكو بوليلي
فرانكو بوليلي (8 يوليو 1950 - 5 أكتوبر 2020)، هو فيلسوف إيطالي. تشمل مؤثراته الفلسفية نيتشه والطاوية، إلى جانب لعبة كرة السلة والروك أند رول.